# Афанасьев, Василий Андреевич
Васи́лий Андре́евич Афана́сьев (1 января 1922 года, село Копиченское, Кустанайской области, Казахстан — 22 июля 2002 года, Киев) — советский искусствовед. Доктор искусствоведения с 1985 года, член Национального союза художников Украины с 1956 года.

## Биография
Василий Андреевич Афанасьев родился 1 января 1922 года в селе Копиченском (ныне Фёдоров) Кустанайской области Казахстана в крестьянской семье. В 1930 году семья уехала на Украину.
В 1940 году Афанасьев был призван на военную службу в мотомеханизированную дивизию. В годы Великой Отечественной войны воевал на фронте, был тяжело ранен, попал в плен и бежал из него. Принимал участие в освобождении Украины. За переправу через Днепр был награждён медалью «За отвагу». Получив тяжёлое ранение, закончил войну инвалидом II группы. В 1945 году вернулся на исторический факультет Ленинградского университета.
В 1949 году успешно закончил учёбу в Ленинградском университете А. А. Жданова, а в 1957 году — аспирантуру в Институте искусствоведения, фольклора и этнографии АН УССР под руководством М. Каган, А. Савина и Б. Бутника-Северского. Основным местом работы Афанасьева стал Институт искусствоведения, фольклористики и этнологии имени М. Рыльского, в котором он в 1957—1965 и 1974—1987 годах работал в должности заведующего отделом изобразительного искусства.
В 1965-74 гг. — заведующий редакции искусства Главной редакции Украинской Советской Энциклопедии АН УССР. С 1994 по 1997 гг. — преподавал историю украинского искусствоведения в Украинской академии искусств. Принимал участие в создании «Истории украинского искусства» (Киев, 1966-70гг., Заместитель главного редактора), «Истории искусства народов СССР» (Москва, 1977 г. — 82, т. 8-9), «Шевченковского словаря» (Киев 1976 − 1977 гг.).
Афанасьев — автор многочисленных статей-справок в Украинской Советской Энциклопедии и других энциклопедиях. Исследовал историю украинского искусства конца XIX—XX века, выступал как художественный критик.

## Основные работы
Афанасьев написал около 30 монографий, сотни статей и разделов в коллективных трудах.
- Кириак Константинович Костанди (1955);
- Геннадий Александрович Ладыженский (1958);
- Мастера кисти (1960);
- Товарищество южнорусских художников (1961);
- Становление социалистического реализма в украинском изобразительном искусстве (1967);
- Черты современности (1973);
- Украинский советское искусство 60-80-х годов (1984);
- Фёдор Иванович Шмит (1992);
- Товарищество южнорусских художников: Бибиблиографический справочник (2000 (соавт.)).

## Премии и награды
- Государственная премия в области науки и техники (1971) — за участие в подготовке и издании «Истории украинского искусства» в 7 томах.
- Медаль «За отвагу».